# Asociación Física Argentina
La Asociación Física Argentina (AFA) es una entidad de promoción científica sin fines de lucro, que busca reunir a todos los profesionales, docentes, investigadores, becarios y estudiantes de física, así como también a las personas interesadas en la disciplina. 

## Objetivos
Los objetivos primordiales de la AFA son:
“Fomentar el desarrollo de la investigación científica pura y aplicada en el campo de la Física, promover el mejoramiento de la enseñanza de esa disciplina en todos los niveles, divulgar su conocimiento y procurar la jerarquización de la profesión de Física.”

## Historia
La  creación de la AFA se remonta a la década de 1940. Sus orígenes se encuentran en dos reuniones denominadas «Núcleo de Física», motivadas por el interés por el estudio de la física en Argentina. Dichas reuniones fueron propiciadas por la incorporación de científicos provenientes del extranjero durante la década de 1940. La primera reunión tuvo lugar en noviembre de 1943 en Córdoba, y la segunda en abril de 1944 en Buenos Aires. Durante la realización de la tercera reunión del “Núcleo” en La Plata, el 27 de agosto de 1944, los participantes decidieron la creación de la Asociación Física Argentina. 
El acta fundacional fue firmada por 26 investigadores. Entre sus adherentes y directivos se contaban profesionales de la disciplina que se habían visto obligados a desempeñarse por fuera de las universidades nacionales y otros que seguían trabajando en el ámbito oficial. Su primer presidente fue el Dr. Enrique Gaviola, ocupando el rol de secretarios los Dres. Enrique Loedel Palumbo (por La Plata),  Guido Beck (por Córdoba) y Ernesto Galloni (por Buenos Aires). La constitución de la AFA tuvo un rol relevante en el desarrollo de una comunidad de físicos en la Argentina.
Como consecuencia de las persecuciones durante la última dictadura cívico-militar argentina, la AFA se desmembró para refundarse nuevamente en la ciudad de La Plata, en el año 1982, quedando la presidencia de la comisión directiva a cargo del Dr. Luis Másperi.

## Historia de la Reunión Anual de Física (RAFA)
Desde el año 1944, la Asociación Física Argentina celebra reuniones periódicas. Inicialmente se realizaban dos encuentros por año, fijándose luego una periodicidad anual. La edición del 2025 representó la 110ª reunión. 
La sede de la RAFA va rotando entre las distintas filiales, aunque en ocasiones se celebra en lugares diferentes. La edición de 2011 fue celebrada en Montevideo, Uruguay, en colaboración con la Sociedad Uruguaya de Física, y la edición de 2010, tuvo lugar en Malargüe, provincia de Mendoza, cerca del Observatorio Pierre Auger. Las ediciones de 2020 y 2021 tuvieron formato virtual, debido a la pandemia  de COVID-19, siendo la Filial Córdoba la encargada de su organización. 
La RAFA congrega cada año una audiencia diversa que promedia alrededor de 800 participantes, entre investigadores, estudiantes de doctorado y estudiantes de grado. 
La reunión incluye charlas plenarias y semiplenarias, charlas de división, presentaciones murales y mesas redondas, y ocasionalmente actividades de divulgación científica.

## Organización
La AFA está organizada según su estatuto por una Comisión Directiva y un Comité Ejecutivo. Ambos están encabezadas por un presidente, que es electo democráticamente por el voto de sus socios cada dos años.  A su vez, la AFA se organiza regionalmente en distintas filiales sitas en diferentes ciudades del país: Bariloche, Buenos Aires, Córdoba, La Plata, San Luis, Rosario, Tucumán. Existen también dos subfiliales: Corrientes y La Pampa. 
Temáticamente, la Asociación está dividida en Divisiones y Subdivisiones.

## Anales AFA
La revista Anales AFA es la revista científica de física editada por la Asociación. Fue creada en 1990 por el Dr. Roberto Gratton con el fin de dar difusión y mejorar la comunicación de los distintos grupos de investigaciones de esta disciplina, tanto del país como del exterior. La revista recibe contribuciones durante todo el año, y publica regularmente números especiales, en general dedicados a congresos o jornadas científicas de distintas especialidades de la física. Es editada por el varios institutos de investigación: el Centro de Investigaciones en Láseres y Aplicaciones (CEILAP), la Unidad de investigación y desarrollo estratégico para la Defensa (UNIDEF) dependiente del Instituto de Investigaciones Científicas y Técnicas para la Defensa (CITEDEF)-CONICET). Esta revista desde 2023 está incluida en el repositorio digital de la Facultad de Ciencias Exactas y Naturales de la Universidad de Buenos Aires.

## Proyecto Eratóstenes
La AFA participa del Proyecto Eratóstenes, junto al Departamento de Física de la Facultad de Ciencias Exactas y Naturales de la Universidad de Buenos Aires (Argentina), del Laboratorio Pierre Auger y la  Universidad Tecnológica Nacional, Regional Mendoza. En este proyecto, orientado a la promoción de la disciplina en las escuelas,  los socios de AFA e instituciones de enseñanza media argentinas realizan mediciones del radio terrestre de modo conjunto, replicando la metodología que usara Eratóstenes.

## Política de Género
La Subcomisión de Género (SG-AFA) fue creada por la Comisión Directiva de la Asociación Física Argentina en septiembre de2017, con el objetivo de aportar una mirada con perspectiva de género sobre las actividades desarrolladas por la Asociación. Además, busca impulsar acciones que construyan una comunidad con equidad de género e igualdad de oportunidades.
Asímismo, desde 2017, por resolución de la asamblea General Ordinaria de la AFA, tanto el porcentaje de miembros mujeres de los comités organizadores y científico de las RAFA, como el porcentaje de expositoras mujeres a cargo de conferencias plenarias debe ser como mínimo el correspondiente al porcentaje de socias activas (30% a la fecha de establecimiento de la norma).

## Distinciones otorgadas por la AFA
La AFA entrega anualmente varias distinciones:
- Premio Juan José Giambiagi, otorgado a una tesis doctoral sobresaliente en física.[17]

- Premio Luis Másperi, dedicado a trabajos murales (posters) presentados durante las Reuniones Anuales de AFA por estudiantes o graduados recientes de Licenciatura en Física.[18][19]

- Premio al desarrollo tecnológico innovador orientado a la industria, creado a instancias de la División Industria y Tecnología de AFA.[20]

- Premio Joven - División de Materia Blanda, otorgado a jóvenes investigadores que trabajan en el área.[21]

Otra distinción que otorga la AFA a sus miembros es el nombramiento de Socios/as Honorarios/as. La Comisión Directiva de la AFA  otorga esta distinción desde 2010, siendo el motivo de la designación  “haber realizado aportes excepcionales al desarrollo de la Física en el país”. Entre los miembros distinguidos se encuentran destacados profesionales tanto de física teórica como experimental y computacional:  Francisco Sánchez, Silvia Ledesma, Cecilia von Reichenbach, Julián Sereni, Andrés Kreiner, Ricardo Romero, Victoria Bekeris, Elisa Colombo, Jorge Reyna Almandos, Eite Peltzer y Blancá, Julio Benegas, María Teresa Causa, Raúl Mainardi, Roberto Rivarola, Manuel Tovar, Marta Rosen, Gualterio Scheuer, Constantino Grosse, Reinaldo Gleiser, Omar Bernaola, Horacio Ceva, Mariana Weissmann, Héctor Vucetich, Víctor Hugo Hamity, Mario Gallardo, Susana Hernández, Mario Castagnino, Roberto Gratton, Néstor Gaggioli, Carlos Garibotti, Jorge Zrablich, Jorge Horas, Juan Roederer, Daniel Bes, Marcos Saraceno, Rubén Contreras, Guillermo Dussel, Arturo López Dávalos, Víctor Hugo Ponce, Abraham Kestelman, Verónica Grunfeld, Carlos Fainstein, Francisco de la Cruz, Tomás Buch, Blas Alascio, Manfred Ahlers, Raúl Grigera, Huner Fanchiotti, Cristina Caracoche, Alberto López García, Juan José Giambiagi, Wolfgang Meckbach, Alberto Maiztegui, Guido Beck.